# Voorontwerp
Het voorontwerp is een term uit Belgische wetgeving.
Indien het initiatief tot het aanmaken/amenderen van een wet uitgaat van de koning, noemt men dit een voorontwerp. Dit voorontwerp moet ter goedkeuring naar de ministerraad worden gestuurd zodat het een wetsontwerp wordt.
De Raad van State (afd. wetgeving) moet verplicht advies geven over dit voorontwerp.